# Lovoo
Lovoo (произношение: лаву́) — социальная сеть знакомств и мобильное приложение. Принцип работы приложения основан на location-based service и на системе мэтчинга (англ matching, «подбор», «сравнение») кандидатов. Lovoo предоставляет свои услуги на шести языках. Регистрация возможна с 16 лет. К апрелю 2014 года количество пользователей составило 10,4 Миллиона человек.

## История
Платформа была разработана командой из восьми человек и появилась под названием Lovoo впервые 27 октября 2011 года в Дрездене. Название сети состоит из двух частей: слова «love» и двойного «о». Вдохновением служил пес из видео, чей лай звучал как Lovoo.

## Функции
Существует как онлайн сайт, так и мобильное приложение, которое доступно для устройств iOS (iPhone & iPad ) и Android . Приложение финансируется за счет модели Freemium , позволяя пользоваться основными функциями бесплатно, в то время как расширенные функции (отсутствие рекламы, режим «невидимка», подтверждение о прочтении сообщения, еженедельный набор кредитов) возможны за дополнительную оплату. Специальной функцией приложения является live -радар, показывающий направление и расстояние до пользователей в округе, используя GPS . Так же возможна функция мэтчинга, в которой пользователи могут оценивать фотографии других членов приложения. При взаимном интересе пользователи могут связаться друг с другом. Система поиска позволяет с помощью фильтра (личной характеристики) ограничить результаты.

## Критика
Считается, что на Lovoo, как и на других социальных сетях знакомств, существует большое количество поддельных аккаунтов.
Как и все социальные сети, Lovoo может использоваться в целях социальной инженерии.